# Nati nel 1934/Settembre
| Questa pagina contiene informazioni ricavate automaticamente dalle voci biografiche con l'ausilio del template Bio e di un bot. L'aggiornamento è periodico e automatico e ricostruisce completamente la pagina. Se manca una persona in questa lista, sei pregato di non aggiungerla, ma accertati piuttosto che la sua voce biografica contenga il template Bio e che i dati anagrafici siano correttamente compilati. Se il template Bio manca, inseriscilo tu stesso o, in alternativa, metti l'avviso {{tmp\|Bio}} che ne segnala la mancanza. Se i dati riportati sono sbagliati, correggi direttamente la voce biografica; le modifiche saranno visibili in questa lista entro pochi giorni. Per chiarimenti vedi il progetto biografie. La lista contiene solo le 195 persone che sono citate nell'enciclopedia e per le quali è stato implementato correttamente il template Bio. Pagina aggiornata al 18 ago 2025. |

- 1º settembre - Dante Alimenti, giornalista italiano († 1988)
- 1º settembre - Terepai Maoate, politico cookese († 2012)
- 1º settembre - Gilbert Moevi, calciatore togolese († 2022)
- 1º settembre - Léon Mébiame, politico gabonese († 2015)
- 1º settembre - Orianna Santunione, soprano italiano († 2023)
- 1º settembre - Paolo Sardi, cardinale e arcivescovo cattolico italiano († 2019)
- 2 settembre - Allen Carr, saggista britannico († 2006)
- 2 settembre - Günter Herrmann, calciatore tedesco († 2012)
- 2 settembre - Werner Leimgruber, calciatore svizzero († 2025)
- 2 settembre - Chuck McCann, attore e doppiatore statunitense († 2018)
- 2 settembre - Donald Redford, egittologo canadese († 2024)
- 3 settembre - Freddie King, chitarrista statunitense († 1976)
- 3 settembre - Lucien Muller, allenatore di calcio e ex calciatore francese
- 3 settembre - Irvine Sellar, imprenditore britannico († 2017)
- 4 settembre - Tony Book, calciatore e allenatore di calcio britannico († 2025)
- 4 settembre - Ėduard Chil', baritono sovietico († 2012)
- 4 settembre - Giovanni Colonna, archeologo italiano
- 4 settembre - Clive Granger, economista e statistico britannico († 2009)
- 4 settembre - Carlos Griguol, allenatore di calcio e calciatore argentino († 2021)
- 4 settembre - Juraj Herz, regista slovacco († 2018)
- 4 settembre - Ronald Ludington, pattinatore artistico su ghiaccio statunitense († 2020)
- 4 settembre - Antoine Redin, allenatore di calcio e calciatore francese († 2012)
- 4 settembre - Cino Ricci, telecronista sportivo e ex velista italiano
- 4 settembre - Sharif Zaid Ibn Shaker, generale e politico giordano († 2002)
- 4 settembre - Jan Švankmajer, regista, sceneggiatore e animatore ceco
- 5 settembre - Don Chandler, giocatore di football americano statunitense († 2011)
- 5 settembre - Paul Josef Cordes, cardinale e arcivescovo cattolico tedesco († 2024)
- 5 settembre - Sofia Corradi, pedagogista italiana
- 5 settembre - May Louise Flodin, modella svedese († 2011)
- 5 settembre - Ronald Inglehart, politologo e sociologo statunitense († 2021)
- 5 settembre - Timo Lampén, cestista finlandese († 1999)
- 5 settembre - Lorenzo Piccoli, ex calciatore italiano
- 6 settembre - Lawrence Anastasi, schermidore statunitense († 2024)
- 6 settembre - Gian Piero De Caroli, pittore e progettista italiano († 2024)
- 6 settembre - Oleg Kalugin, ex militare e agente segreto sovietico
- 6 settembre - Jody McCrea, attore statunitense († 2009)
- 6 settembre - Paul Naschy, attore, sceneggiatore e regista spagnolo († 2009)
- 6 settembre - Fulco Pratesi, ambientalista e giornalista italiano († 2025)
- 6 settembre - Gigi Reggi, giornalista, autore televisivo e produttore televisivo italiano
- 6 settembre - Pietro Santin, allenatore di calcio e calciatore italiano († 2017)
- 6 settembre - Michel Vermeulin, ex ciclista su strada francese
- 7 settembre - Omar Karami, politico libanese († 2015)
- 7 settembre - Little Milton, musicista e cantante statunitense († 2005)
- 7 settembre - Juan Vicéns, cestista portoricano († 2007)
- 8 settembre - Peter Maxwell Davies, compositore britannico († 2016)
- 8 settembre - Jürgen Theuerkauff, schermidore tedesco († 2022)
- 8 settembre - Hans Weber, calciatore svizzero († 1965)
- 9 settembre - Nicholas Liverpool, politico dominicense († 2015)
- 9 settembre - Waldo Machado, calciatore brasiliano († 2019)
- 9 settembre - Ivica Pajer, attore croato († 2006)
- 9 settembre - Sonia Sanchez, poetessa statunitense
- 9 settembre - Milena Usenik, pesista e pittrice jugoslava († 2023)
- 10 settembre - Auro Enzo Basiliani, calciatore e allenatore di calcio italiano († 2025)
- 10 settembre - Ernesto Gastaldi, sceneggiatore, regista e scrittore italiano
- 10 settembre - Roger Maris, giocatore di baseball statunitense († 1985)
- 10 settembre - Mr. Wrestling II, wrestler statunitense († 2020)
- 10 settembre - Jim Oberstar, politico statunitense († 2014)
- 10 settembre - Rosa Oliva, giurista, attivista e scrittrice italiana
- 10 settembre - Larry Sitsky, compositore, pianista e musicologo australiano
- 10 settembre - Marco Zavattini, sceneggiatore e autore televisivo italiano († 2023)
- 11 settembre - Ian Abercrombie, attore britannico († 2012)
- 11 settembre - Norma Croker, velocista e lunghista australiana († 2019)
- 11 settembre - Rachele La Rotonda Compagnone, pittrice, scrittrice e poetessa italiana († 2021)
- 11 settembre - Leonard Leisching, pugile sudafricano († 2018)
- 11 settembre - Gustáv Mráz, calciatore cecoslovacco († 2025)
- 11 settembre - Ion Panțuru, bobbista rumeno († 2016)
- 11 settembre - Cesarino Pestuggia, ex canottiere italiano
- 11 settembre - Cedric Price, architetto inglese († 2003)
- 12 settembre - Glenn Davis, ostacolista e velocista statunitense († 2009)
- 12 settembre - Vladislav Illič-Svityč, linguista sovietico († 1966)
- 12 settembre - Alan Isler, scrittore statunitense († 2010)
- 12 settembre - Ana Bertha Lepe, attrice messicana († 2013)
- 12 settembre - Hans B. Pacejka, ingegnere e fisico olandese († 2017)
- 13 settembre - Hans Maurer, ex bobbista tedesco
- 13 settembre - Tamara Andreevna Milaškina, soprano sovietico († 2024)
- 13 settembre - Umberto Padroni, critico musicale, scrittore e musicologo italiano
- 13 settembre - Tony Pickard, ex tennista e allenatore di tennis britannico
- 13 settembre - William Woolsey, nuotatore statunitense († 2022)
- 14 settembre - Iginio Balderi, scultore italiano († 2005)
- 14 settembre - Eddie Clamp, calciatore inglese († 1995)
- 14 settembre - Henri Grange, ex cestista francese
- 14 settembre - Sarah Kofman, filosofa francese († 1994)
- 14 settembre - Kate Millett, scrittrice e attivista statunitense († 2017)
- 14 settembre - Jimmy Roty, cantante italiano
- 15 settembre - Yukiyoshi Aoki, nuotatore giapponese († 1996)
- 15 settembre - Jaja Fiastri, commediografa, sceneggiatrice e paroliera italiana († 2018)
- 15 settembre - Alain Levent, direttore della fotografia e regista francese († 2008)
- 15 settembre - Tom McCarthy, hockeista su ghiaccio canadese († 1992)
- 15 settembre - Rolando Nicolosi, pianista e compositore argentino († 2018)
- 16 settembre - Kurt Armbruster, calciatore svizzero († 2019)
- 16 settembre - Elgin Baylor, cestista, allenatore di pallacanestro e dirigente sportivo statunitense († 2021)
- 16 settembre - Jordi Bonareu, ex cestista spagnolo
- 16 settembre - George Chakiris, ballerino e attore statunitense
- 16 settembre - Eva Clayton, politica statunitense
- 16 settembre - Ronnie Drew, cantante e musicista irlandese († 2008)
- 16 settembre - Giuseppe Ghiberti, presbitero, teologo e biblista italiano († 2023)
- 16 settembre - Dick Heckstall-Smith, sassofonista britannico († 2004)
- 16 settembre - Tamara Manina, ex ginnasta sovietica
- 16 settembre - Willi Marquardt, calciatore tedesco orientale († 2017)
- 16 settembre - Gerry Melnyk, hockeista su ghiaccio e dirigente sportivo canadese († 2001)
- 16 settembre - Pieter Johannes Sijpesteijn, papirologo olandese († 1996)
- 17 settembre - Maureen Connolly, tennista statunitense († 1969)
- 17 settembre - Renato Francesconi, tenore italiano († 2023)
- 17 settembre - Valda Osborn, pattinatrice artistica su ghiaccio britannica († 2022)
- 18 settembre - Ángel Aranda, attore spagnolo († 2024)
- 18 settembre - Vittorio De Luca, scrittore, saggista e autore televisivo italiano
- 18 settembre - Luciano Falsiroli, ex calciatore, giornalista e scrittore italiano
- 18 settembre - Eddie Jones, attore statunitense († 2019)
- 18 settembre - Richard Kluger, scrittore e giornalista statunitense
- 18 settembre - Domenico Ricci, carabiniere italiano († 1978)
- 19 settembre - Franco Bricola, giurista italiano († 1994)
- 19 settembre - Jose Cojuangco Jr., politico, dirigente sportivo e imprenditore filippino
- 19 settembre - Gerry Duffy, ex calciatore inglese
- 19 settembre - Brian Epstein, imprenditore inglese († 1967)
- 19 settembre - Yoram Fridman, insegnante polacco († 2017)
- 19 settembre - Lloyd Haynes, attore statunitense († 1986)
- 19 settembre - Hans-Emil Schuster, astronomo tedesco († 2024)
- 19 settembre - Gerhard von Graevenitz, pittore e fotografo tedesco († 1983)
- 20 settembre - Hamit Kaplan, lottatore turco († 1976)
- 20 settembre - Soke Kubota Takayuki, karateka e maestro di karate giapponese († 2024)
- 20 settembre - Sophia Loren, attrice italiana
- 20 settembre - Jeff Morris, attore e comico statunitense († 2004)
- 20 settembre - Mario Schifano, pittore e regista italiano († 1998)
- 20 settembre - Vincenzo Trantino, politico e avvocato italiano († 2024)
- 21 settembre - Marc Bourrier, calciatore e allenatore di calcio francese († 2024)
- 21 settembre - Leonard Cohen, cantautore e poeta canadese († 2016)
- 21 settembre - Virgilio Pallini, imprenditore italiano
- 21 settembre - Ron Sobieszczyk, cestista e allenatore di pallacanestro statunitense († 2009)
- 21 settembre - David Thouless, fisico britannico († 2019)
- 22 settembre - Ayla Erduran, violinista turca († 2025)
- 22 settembre - Diether Noll, compositore tedesco
- 22 settembre - Lute Olson, allenatore di pallacanestro statunitense († 2020)
- 22 settembre - Ruby Richman, cestista e allenatore di pallacanestro canadese († 2021)
- 22 settembre - Rosato Rosati, politico italiano († 2008)
- 22 settembre - Carmelo Simeone, calciatore argentino († 2014)
- 22 settembre - Ornella Vanoni, cantante e attrice italiana
- 23 settembre - Per Olov Enquist, scrittore, sceneggiatore e giornalista svedese († 2020)
- 23 settembre - John Mortimore, calciatore e allenatore di calcio inglese († 2021)
- 23 settembre - Gino Paoli, cantautore, musicista e ex politico italiano
- 23 settembre - Franc Rodé, cardinale e arcivescovo cattolico sloveno
- 23 settembre - Ahmad Shah Khan, afghano († 2024)
- 23 settembre - Fisher Tull, compositore, arrangiatore e trombettista statunitense († 1994)
- 24 settembre - Marie-Hélène Arnaud, modella e attrice francese († 1986)
- 24 settembre - John Brunner, autore di fantascienza britannico († 1995)
- 24 settembre - Arne Carlson, politico statunitense
- 24 settembre - Emanuele Del Vecchio, calciatore brasiliano († 1995)
- 24 settembre - Walter Maestosi, attore e doppiatore italiano († 2022)
- 24 settembre - Lasse Mårtenson, cantante finlandese († 2016)
- 24 settembre - Gianfranco Nocivelli, imprenditore e dirigente d'azienda italiano († 2019)
- 24 settembre - Giovanni Pettinato, storico e assiriologo italiano († 2011)
- 24 settembre - Maria Pia di Savoia, principessa italiana
- 24 settembre - Yasutaka Tsutsui, scrittore e attore giapponese
- 24 settembre - Chick Willis, cantante e chitarrista statunitense († 2013)
- 24 settembre - Donald Wrye, regista, produttore televisivo e sceneggiatore statunitense († 2015)
- 24 settembre - Manfred Wörner, politico e diplomatico tedesco († 1994)
- 25 settembre - John Bull, astronauta statunitense († 2008)
- 25 settembre - Michel Carrega, tiratore a volo francese († 2024)
- 25 settembre - Giuseppe Pontiggia, scrittore, aforista e critico letterario italiano († 2003)
- 25 settembre - Salvatore Ragno, politico italiano († 2010)
- 25 settembre - Raimondo Sirotti, pittore italiano († 2017)
- 25 settembre - Jean Sorel, attore francese
- 25 settembre - Irène Tunc, modella e attrice francese († 1972)
- 26 settembre - Geoffrey Grey, violinista, direttore d'orchestra e compositore britannico († 2023)
- 26 settembre - Mihajlo Mihajlov, letterato jugoslavo († 2010)
- 26 settembre - Jeanne Wakatsuki Houston, scrittrice statunitense († 2024)
- 27 settembre - Jack Adams, cestista e allenatore di pallacanestro statunitense († 2015)
- 27 settembre - Wilford Brimley, attore e stuntman statunitense († 2020)
- 27 settembre - Franco Cangini, giornalista italiano († 2017)
- 27 settembre - Claude Jarman Jr., attore statunitense († 2025)
- 27 settembre - Pier Francesco Pingitore, drammaturgo, regista e sceneggiatore italiano
- 28 settembre - Brigitte Bardot, attrice, ex modella e cantante francese
- 28 settembre - Carlo Bestetti, editore italiano († 1987)
- 28 settembre - Piero Ciampi, cantautore e poeta italiano († 1980)
- 28 settembre - Mario Coppola, pittore italiano
- 28 settembre - Todor Diev, calciatore bulgaro († 1995)
- 28 settembre - Francesco Gangemi, politico e giornalista italiano († 2018)
- 28 settembre - John Derral Mulholland, astronomo statunitense († 2008)
- 28 settembre - Janet Munro, attrice britannica († 1972)
- 29 settembre - Skandor Akbar, wrestler statunitense († 2010)
- 29 settembre - Mihály Csíkszentmihályi, psicologo ungherese († 2021)
- 29 settembre - Stuart M. Kaminsky, scrittore, saggista e giornalista statunitense († 2009)
- 29 settembre - Helmut Kapitulski, ex calciatore tedesco
- 29 settembre - Jorma Limmonen, pugile finlandese († 2012)
- 29 settembre - Oscar Massei, allenatore di calcio e ex calciatore argentino
- 29 settembre - Antonio Petrobelli, pilota motonautico italiano († 1994)
- 29 settembre - John Scott, velista australiano († 1993)
- 29 settembre - Tommy Spychiger, pilota automobilistico svizzero († 1965)
- 29 settembre - Franco Voltaggio, filosofo e storico della scienza italiano († 2023)
- 30 settembre - Alan A'Court, calciatore e allenatore di calcio inglese († 2009)
- 30 settembre - Andre Béteille, sociologo e saggista indiano
- 30 settembre - Giovanni Boi, politico e sindacalista italiano († 2016)
- 30 settembre - Enzo Degani, filologo classico, grecista e lessicografo italiano († 2000)
- 30 settembre - Marco Dezzi Bardeschi, ingegnere e architetto italiano († 2018)
- 30 settembre - Udo Jürgens, cantante e attore austriaco († 2014)
- 30 settembre - Anna Kashfi, modella e attrice britannica († 2015)